# Brochis arcuatus

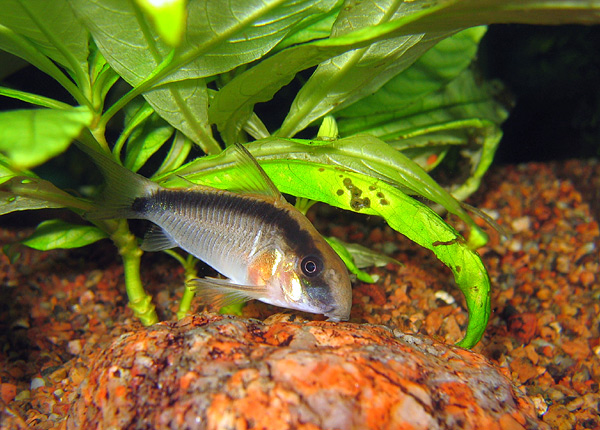
Der in der Aquaristik bekannte Stromlinien-Panzerwels ist nicht Corydoras arcuatus

Brochis arcuatus (Synonym: Corydoras arcuatus) ist eine kleine Süßwasserfischart aus der Gruppe der Panzerwelse (Corydoradinae), die im Einzugsbereich des mittleren Rio Juruá in Brasilien, im Rio Javari an der Grenze zwischen Brasilien und Peru und in einigen unmittelbar nördlich von Leticia gelegenen Flüssen und Bächen in Kolumbien vorkommt. Vermutlich lebt die Art auch im Stromgebiet des Rio Purus und im peruanischen Amazonasgebiet.

## Merkmale
Brochis arcuatus kann eine Standardlänge von etwa 5,5 cm erreichen. Die Körperhöhe liegt bei 36,5 bis 44 % der Standardlänge und die Kopflänge hat an der Standardlänge einen Anteil von 41 bis 46. Im Querschnitt ist der Körper elliptisch und zum Schwanz hin zunehmend abgeflacht. Das Kopfprofil ist von der Seite gesehen dreieckig. Die Schnauze ist zugespitzt. Vordere und hintere Nasenöffnungen stehen nah zusammen. Das Rückenprofil ist bis zur Fettflosse leicht gebogen, danach gerade.
- Flossenformel: Dorsale II/8, Anale ii/6–7, Pectorale I/8–10, Ventrale i/5, Caudale i/11–12/i.[1]

Die Grundfärbung der Fische ist weißlich-grau und schimmert etwas grünlich oder gelblich. Es gibt jedoch auch gelbliche oder rötlich-braune Tönungen, besonders auf dem Rücken. Charakteristisch für die Art ist ein langer, gewölbter, durchgehender schwarzer Streifen, der parallel zum Rückenprofil auf den Körperseiten verläuft. Dieses Merkmal teilt Brochis arcuatus jedoch mit Gastrodermus gracilis, Hoplisoma granti, Corydoras narcissus und Hoplisoma urucu. Von diesen Arten kann Brochis arcuatus durch die Richtung der Zähnchen auf dem gesägten Hartstrahl der Rückenflosse unterschieden werden, die bei Brochis arcuatus nach unten zeigen, während sie bei den anderen Arten nach oben gerichtet sind.

## Lebensraum
Brochis arcuatus wurde bisher ausschließlich in kleinen, relativ flachen Schwarzwasserflüssen und Bächen mit sandigem Grund gefangen. Die Art lebt dort einzeln oder in kleinen Gruppen, teilweise zusammen mit Hoplisoma granti, Brochis leopardus und Hoplisoma urucu.

## Systematik
Die Panzerwelsart wurde im Jahr 1938 durch die britische Ichthyologin Margery Graves Elwin als Corydoras arcuatus erstmals wissenschaftlich beschrieben. Von den zwei für die Beschreibung untersuchten Typusexemplaren wurde das erste, größere Exemplar und gleichzeitig der Holotyp von einem Aquarienhändler bezogen, während als Herkunftsort des zweiten, kleineren Exemplars „Teffe, Amazonas“ (vermutlich die Gemeinde Tefé oder der Fluss Rio Tefé) angegeben wurde. In den folgenden 80 Jahren wurde eine in der Aquaristik als Stromlinien-Panzerwels bezeichnete Panzerwelsart als Corydoras arcuatus identifiziert und in zahlreichen aquaristischen und wissenschaftlichen Publikationen so bezeichnet. Im Jahr 2014 äußerte der Aquarianer und Amateurichthyologe Steven Grant Zweifel daran, dass es sich bei dieser Art um C. arcuatus handelt, da diese Art eine abgerundete Schnauze hat, der Holotyp von C. arcuatus dagegen spitzschnäuzig ist. Im August 2019 wurde der Irrtum in einer wissenschaftlichen Publikation durch drei brasilianische Ichthyologen aufgeklärt und die nach der Erstbeschreibung von C. arcuatus als C. arcuatus identifizierten Panzerwelse wurden als neue Art (Corydoras granti, jetzt Hoplisoma granti) beschrieben und nach Steven Grant benannt. Im Juni 2024 wurde Corydoras arcuatus im Zuge einer Revision der Panzerwelse zusammen mit allen anderen spitzschnäuzigen Panzerwelsen in die Gattung Brochis verschoben.

## Belege
1. 1 2 3 4 5 6 7 8  Tencatt, L.F.C., Lima, F.C.T. & Britto, M.R. (2019): Deconstructing an octongeneric misconception reveals the true Corydoras arcuatus Elwin 1938 (Siluriformes: Callichthyidae) and a new Corydoras species from the Amazon basin. Journal of Fish Biology, 95 (2): 453–471. doi: 10.1111/jfb.13980
2. ↑  Glaser, U, F. Schäfer und W. Glaser, 1996. Aqualog - all Corydoras. A.C.S, Germany. 142 pp
3. ↑  Fuller, I. A. M. und H. G. Evers. 2011. Identifying Corydoradinae catfish. Supplement 1. Ian Fuller Enterprises, Worcestershire, 141p
4. ↑  Britto, M. R., W. B. Wosiacki und L. F. A. Montag, 2009. A new species of Corydoradinae catfish (Ostariophysi: Siluriformes: Callichthyidae) from Rio Solimões Basin, Brazil. Copeia 2009 (no. 4): 684–689.
5. ↑  Castro, D. M., 1987. The fresh-water fishes of the genus Corydoras from Colombia, including two new species (Pisces, Siluriformes, Callichthyidae). Boletin Ecotrópica. No. 16: 23–57, Pls. 1–11.
6. ↑  Nijssen, H. und I. J. H. Isbrücker, 1986. Review  of the genus Corydoras from Peru and Ecuador (Pisces, Siluriformes, Callichthyidae). Studies on Neotropical Fauna and Environment v. 21 (no. 1–2): 1–68.
7. ↑  Grant, S. (2014). On the identity of Corydoras arcuatus Elwin, 1938 and some similarly patterned species (Siluriformes: Callichthyidae). Journal of the Catfish Study Group,15,24–29 PDF (Memento des Originals vom 14. August 2019 im Internet Archive)  Info: Der Archivlink wurde automatisch eingesetzt und noch nicht geprüft. Bitte prüfe Original- und Archivlink gemäß Anleitung und entferne dann diesen Hinweis.
8. ↑  
Angelica C Dias, Luiz F C Tencatt, Fabio F Roxo, Gabriel de Souza da Costa Silva, Sérgio A Santos, Marcelo R Britto, Martin I Taylor, Claudio Oliveira (2024): Phylogenomic analyses in the complex Neotropical subfamily Corydoradinae (Siluriformes: Callichthyidae) with a new classification based on morphological and molecular data. Zoological Journal of the Linnean Society, zlae053, Juni 2024. doi:10.1093/zoolinnean/zlae053